# Ritratto di Diocleziano
Il ritratto di Diocleziano di villa Doria-Pamphili è una delle poche teste concordemente indicate come sicure della fisionomia dell'imperatore, al di fuori delle incisioni monetali.

## Storia e descrizione
Il ritratto è stato attribuito alla celebrazione dei vicennalia (ventesimo anniversario) del potere di Diocleziano del 303, anche se non esistono elementi a sostegno a parte una valutazione generale dell'età del soggetto rappresentato.
La raffigurazione è quella nelle vesti di pontefice massimo, con toga cioè che gli ricopriva anche il capo. Nei secoli successivi la testa venne recuperata da un nobile che la fece rimodellare a sua immagine, perdendo vari dettagli che all'epoca dovevano essere comunque già lacunosi.
La fronte è alta e stempiata, con pochi accenni alla capigliatura che è segnata solo con brevi incisioni di scalpello, in questo caso con piccoli colpi omogeneamente distanziati. La fronte presenta forti rughe e gli incavi delle orbite sono molto profondi, dove si stagliano gli occhi grandi, con le palpebre tracciate con cura e le pupille incise. Il naso è largo (frammentario), le labbra larghe e carnose, il mento sporgente. Deriva dalla tradizione della ritrattistica romana del secolo precedente l'impostazione stereometrica del cranio e la forte espressività dello sguardo, e sembra preannunciare i caratteri ancora più astratti e spirituali dei ritratti del IV secolo.